# Giovanni Rossi (dirigente sportivo)
Giovanni Rossi (Massa, 24 maggio 1966) è un dirigente sportivo ed ex calciatore italiano, di ruolo attaccante, club manager dell'Olympique Marsiglia.

## Caratteristiche tecniche
Era un centravanti abile nel gioco aereo, grazie alla propria stazza fisica. Non particolarmente prolifico, prediligeva giocare al servizio dei compagni d'attacco.

## Carriera

### Giocatore
Cresciuto nelle giovanili della Carrarese, milita per diverse stagioni nei campionati dilettantistici tra Liguria e Toscana con Ceparana e Viareggio prima di affermarsi con la maglia della Sarzanese, con cui realizza 27 reti in due stagioni ottenendo la promozione in Serie C2 nel 1987.
Si trasferisce quindi all'Alessandria: disputa la Coppa Italia e la prima parte del campionato, e nel mercato autunnale passa all'Ospitaletto, sempre in Serie C2, a seguito di problemi di convivenza tattica con il compagno d'attacco Marescalco. Milita poi nel Suzzara e nel Ravenna, mantenendosi su basse medie realizzative.
Nel 1991 viene acquistato dal Fiorenzuola, seguendo Pierluigi Busatta che era stato il suo allenatore nel Suzzara e nel Ravenna. Dopo una prima stagione negativa, con 2 reti in 21 partite, nel campionato 1992-1993 va a segno 14 volte, contribuendo alla promozione dei valdardesi in Serie C1. Viene riconfermato, nonostante numerose richieste, anche nella stagione successiva, nella quale realizza 6 reti all'esordio in terza serie.
Nel 1994 passa al Como, neopromosso in Serie B e allenato da Marco Tardelli. Schierato regolarmente da titolare, mette a segni 5 reti in 31 partite, non sufficienti ad evitare la retrocessione dei lariani. Riconfermato all'inizio della stagione successiva, fa poi ritorno all'Alessandria, dapprima in prestito e poi a titolo definitivo, offrendo un rendimento inferiore alle attese. Nelle stagioni seguenti cambia casacca ogni anno, militando nella Ternana (con cui ottiene la promozione in Serie C1), nella Carrarese, nell'Atletico Catania e, da gennaio 1999, nel Messina, a seguito di uno scambio con Francesco Pannitteri. Sullo Stretto rimane per un campionato e mezzo conquistando la terza promozione in Serie C1 della carriera.
Dopo un'annata nel Brescello, chiude la carriera con un biennio all'Aglianese: realizza 10 reti nella stagione 2001-2002, portando i toscani alla promozione in Serie C2, e viene riconfermato anche per la stagione 2002-2003, l'ultima della sua carriera da calciatore.
Ha totalizzato 31 presenze in Serie B, tutte con la maglia del Como.

### Dirigente
Dopo il ritiro, rimane all'Aglianese ricoprendo il doppio incarico di direttore sportivo e team manager per la stagione 2003-2004. L'anno successivo passa al Prato, come direttore sportivo, prima di rientrare ad Agliana nella seconda parte della stagione 2005-2006.
Nel 2006 viene assunto dal Sassuolo, militante in Serie C2, sempre con le mansioni di direttore sportivo. Rimane nel ruolo per quattro anni, nei quali la compagine neroverde approda per la prima volta nella sua storia in Serie B. Al termine del campionato 2009-2010 passa alla Juventus, con l'incarico di responsabile e direttore sportivo delle squadre giovanili.
Nell'estate 2013 torna al Sassuolo, nel frattempo promosso in Serie A, di nuovo come direttore sportivo. Vi rimane fino al 2017, quando passa con la stessa mansione al Cagliari. Viene esonerato il 9 aprile 2018.
Nel luglio 2018 fa ritorno al Sassuolo nelle vesti di direttore sportivo. Ricopre il ruolo sino al termine della stagione 2023-2024, culminata con la retrocessione in Serie B dei neroverdi.

## Palmarès

### Club

#### Competizioni nazionali
- Campionato italiano Serie C2: 2

Ternana: 1996-1997
Messina: 1999-2000
- Campionato Interregionale: 1

Sarzanese: 1986-1987
- Serie D: 1

Aglianese: 2001-2002